# Ерошиха (Псковская область)
Ерошиха — деревня в Ядровской волости Псковского района Псковской области.
Расположена на побережье реки Великая, в 3 км от южной границы Пскова и деревни Черёха.
| 2001 | 2002 | 2010 |
| ---- | ---- | ---- |
| 10   | ↘9   | ↗13  |